# Diadémbukkó
A diadémbukkó (Hapaloptila castanea) a madarak (Aves) osztályának harkályalakúak (Piciformes) rendjébe, ezen belül a bukkófélék (Bucconidae) családjába tartozó faj.
Nemének az egyetlen faja.

## Előfordulása
A diadémbukkó előfordulási területe Kolumbia, Ecuador és Peru.

## Életmódja
Élőhelyéül a trópusi és szubtrópusi nedves, hegyvidéki esőerdőket választja.

## Fordítás
- Ez a szócikk részben vagy egészben  a   White-faced nunbird című angol Wikipédia-szócikk ezen változatának fordításán alapul.  Az eredeti cikk szerkesztőit annak laptörténete sorolja fel. Ez a jelzés csupán a megfogalmazás eredetét és a szerzői jogokat jelzi, nem szolgál a cikkben szereplő információk forrásmegjelöléseként.